# Diana Mocanu
Diana Iuliana Mocanu (n. 19 iulie 1984, Brăila, România) este o fostă înotătoare română, retrasă din activitatea competițională din motive de sănătate. 
A câștigat două medalii de aur la Jocurile Olimpice de la Sydney din 2000, în probele de 100 și 200 de metri spate. În 2001 a obținut aurul la Campionatul Mondial de la Fukuoka la 200 de metri spate.
Din 1999 ea este cetățean de onoare al municipiului Brăila. În 2000 i-a fost conferit Ordinul Național „Serviciul Credincios” în grad de comandor.